# Svojkovice (kraj Wysoczyna)
Svojkovice – gmina w Czechach, w powiecie Igława, w kraju Wysoczyna.
1 stycznia 2017 gminę zamieszkiwało 51 osób, a ich średni wiek wynosił 49,2 roku.